# Hraň
Hraň (Hongaars: Garany) is een Slowaakse gemeente in de regio Košice, en maakt deel uit van het district Trebišov.
Hraň telt 1.647 inwoners.